# Vědecká hodnost
Vědecká hodnost byla udílena jako zvláštní uznání vědecké činnosti, nešlo o klasický akademický titul. V Československu byla zavedena v roce 1953 podle sovětského vzoru a vědecká výchova vedoucí k jejich udílení byla v České republice zastavena až roku 1998.  
Vědecké hodnosti se udílely ve dvou stupních:
- kandidát věd, ve zkratce CSc. (candidatus scientiarum)
- doktor věd, ve zkratce DrSc. (doctor scientiarum)

Hodnost kandidáta věd mohl získat uchazeč, který kandidátskými zkouškami a obhájením kandidátské disertační práce, v níž vyřešil určitý vědecký problém a přinesl nové poznatky, prokázal hluboké teoretické znalosti a dostatečnou způsobilost k tvůrčí vědecké práci. Doktorem věd se pak na základě obhajoby doktorské disertační práce o závažném vědeckém problému mohla stát vysoce kvalifikovaná a vyhraněná vědecká osobnost, jež významně přispěla k rozvoji bádání v určitém vědním oboru. Vynikajícím zahraničním vědcům nebo známým veřejným osobnostem mohla být udělena i čestná vědecká hodnost doktora věd.
Vědecké hodnosti udělovala Československá akademie věd, Slovenská akademie věd a jednotlivé vysoké školy (včetně Vysoké školy politické ÚV KSČ). Pro řízení a koordinaci činnosti všech zúčastněných subjektů a pro dohled nad úrovní uchazečů a zabezpečení jejich jednotného posuzování byla ovšem zřízena centrální Státní komise pro vědecké hodnosti (později rozdělena na českou a slovenskou), jež také stanovovala jednotlivé vědní obory, v nichž bylo možné vědeckou hodnost udělit. K dané vědecké hodnosti totiž bývalo připojováno označení konkrétního vědního oboru, např. fyzikálně matematických, chemických, biologických, lékařských, technických, ekonomických, právních, historických nebo vojenských věd, což bylo uvedeno i v příslušném diplomu. 

## Právní úprava
- Vládní nařízení č. 60/1953 Sb., o vědeckých hodnostech a o označení absolventů vysokých škol. Dostupné online.
- Zákonné opatření předsednictva Národního shromáždění č. 64/1959 Sb., o udělování vědeckých hodností a o Státní komisi pro vědecké hodnosti. Dostupné online.
- Zákon č. 53/1964 Sb., o udělování vědeckých hodností a o Státní komisi pro vědecké hodnosti. Dostupné online.
- Vyhláška Státní komise pro vědecké hodnosti č. 198/1964 Sb., o řízení při udělování vědeckých hodností. Dostupné online.
- Vyhláška České komise pro vědecké hodnosti č. 64/1977 Sb., o řízení při udělování vědeckých hodností. Dostupné online.